# New Generation Basketball
Le New Generation Basketball, ou New Gen, est un club de basket-ball congolais fondé en 2012. Le club, basé dans la capitale congolaise Kinshasa, évolue actuellement en ligue provinciale de basket-ball de Kinshasa.
En dix ans d’existence, le club possède à son palmarès cinq titres - obtenus consécutivement - de champion de Kinshasa, et une coupe du Congo.

## Histoire
Le New Generation Basketball est un club de basket-ball masculin fondé en 2012 par cinq jeunes congolais passionnés par ce sport. À l'origine, cette entité a été créée dans un but social avec comme objectif d’encadrer la jeunesse africaine via l’éducation sportive.
New Gen est né des cendres du club de basket-ball Aurore ce qui explique le choix du phénix comme emblème.
Le club de New Generation est affilié à la Fédération de basket-ball du Congo (FEBACO) et évolue principalement dans le championnat de Kinshasa organisé chaque année par la Ligue provinciale de basket-ball de Kinshasa (Liprobakin). Le système de gestion du basket-ball en RDC est particulier. En effet, il n’y a pas de championnat national sous forme de ligue. Chaque province organise son championnat à l’issue desquels les deux premiers de chaque ligue se qualifient pour les phases finales de la Coupe du Congo. Le champion en titre étant qualifié d'office pour la prochaine. La ligue provinciale dont il est issu a droit à une troisième place qualificative.
Lors de sa première saison en Liprobakin, le club termine à la huitimè place du championnat provincial de Kinshasa.
Dès la deuxième saison, il se classe troisième de la Liprobakince qui le qualifie pour la Coupe du Congo où il atteint la finale qu’il perd face au Basketball Club Mazembe. 
La saison suivante, New Generation remporte son premier championnat de Kinshasa Liprobakin en ne concédant aucune défaite sur la saison et atteint les demi-finales de la Coupe du Congo. La même année, le club participe également à la coupe d’Afrique des clubs champions de basket-ball, au cours de laquelle, il finit quatrième de la zone 4 « Afrique centrale ». 
L’année suivante New Generation réussit le doublé en terminant à la fois champion de Kinshasa mais aussi pour la première fois de sa jeune histoire champion du Congo en battant en finale le BC Mazembe sur le score de 62 à 48,prenant ainsi sa revanche sur son adversaire de la finale précédente.
La saison passée 2016-2017, New Gen gagne son troisième titre consécutif de champion de Kinshasa et atteint les demi-finales de la Coupe du Congo.
En 2017, New Gen se qualifie pour les phases finales de la 32e édition de la coupe d’Afrique des clubs champions de basket-ball. Pour sa toute première participation, le club termine à la douzième place avec un bilan de six défaites pour une victoire .
À l'issue de la saison 2017-2018, le club remporte son quatrième titre consécutif de champion de Kinshasa en s'imposant face à SCTP sur le score de 77 à 75.

## Palmarès
Coupe du Congo :
- Champion en 2016[10]
- Vice-champion en 2014
- Demi-finaliste en 2015, 2017 et 2018

Championnat de Kinshasa Liprobakin :
- Champion en 2015, 2016, 2017, 2018 et 2019
- Troisième en 2014

## Effectif actuel
L'effectif actuel[Quand ?] est composé de 68 joueurs licenciés et de cinq dirigeants épaulés par sept bénévoles.
Il y a quatre équipes réparties selon les catégories d’âge :
- Les seniors (L’équipe première) : 18 ans et plus ;
- Les juniors : de 15 à 18 ans ;
- Les cadets : de 13 à 15 ans ;
- Les minimes : de 10 à 13 ans.

## Bilan saison par saison
Le tableau suivant retrace le parcours du club depuis la création en 2012.
| Édition   | Championnat Liprobakin         | Coupe du Congo                 | Coupe d'Afrique des clubs champions |
| --------- | ------------------------------ | ------------------------------ | ----------------------------------- |
| 2012-2013 | Huitième place                 | -                              | -                                   |
| 2013-2014 | Demi-finales (Troisième place) | Finale (Vice-champion)         | -                                   |
| 2014-2015 | Finale (Champion)              | Demi-finales (Quatrième place) | Quatrième place zone 4              |
| 2015-2016 | Finale (Champion)              | Finale (Champion)              | -                                   |
| 2016-2017 | Finale (Champion)              | Demi-Finales                   | -                                   |
| 2017-2018 | Finale (Champion)              |                                |                                     |

## Formation
Depuis sa création, New Generation Basketball considère comme importante la formation des jeunes joueurs, ce qui lui permet notamment de disposer d'un noyau pour alimenter l'équipe première.
Plusieurs de ces jeunes joueurs ont d'ailleurs été recrutés à l’international via des bourses d’études.
Parmi ces joueurs, on compte notamment :
- Eliel Nsoseme[11] né en 1997, 2,06 m pour 100 kg évoluant au  poste d'intérieur. Recruté par l’équipe de basket-ball de l'université de Cincinnati en 2014 ;
- Mountari Watara né en 1999, 2,26 m évoluant au  poste d'intérieur. Recruté par l’équipe de basket-ball de la Bullis High School en 2016 et chaperonné par l’ex–star congolaise de la NBA Dikembe Mutombo ;
- David Kamuanga né en 2003, 2,00 m, évoluant au  poste d'ailier. Recruté par l’équipe de basket-ball de la Lancaster Catholic High School en 2016  ;
- Denzel Kabasele né en 2003, 1,89 m, évoluant au de poste meneur. Recruté par l’équipe de basket-ball de la Lancaster Catholic High School en 2016 ;
- Yannick Nzosa né en 2003, 2,08 m, évoluant au  poste de pivot. Recruté par Stella Azzura en 2017.

Lors de la 29e édition du Championnat d'Afrique de basket-ball masculin organisé par la FIBA Afrique à Dakar et à Tunis en septembre 2017, deux joueurs de l'effectif de New Génération, Hervé Kasonga Kabasele et Johnny Buzangu Mualaba font partie des 20 présélectionnés pour représenter les « Leopards » , surnom de l'équipe de République démocratique du Congo. L'effectif des « Leopards » comprenait également trois anciens joueurs de New Gen.

## Sponsor
La première banque de la RDC : Rawbank est le principal sponsor de l'équipe et l'accompagne depuis sa création. 
D’autres sponsors ont décidé d’associer leur image au club new generation : 
- la marque de lait en poudre Loya;
- Dolait une marque de yaourt.